# 新漢尼夫卡 (盧漢斯克區)
48°25′56″N 39°31′28″E / 48.43222°N 39.52444°E
新汉尼夫卡（烏克蘭語：Новоганнівка）是位於烏克蘭東部的村莊，由盧甘斯克州卢甘斯克区的青年近衛軍村市鎮負責管轄。該村始建於1880年，面積1.06平方公里，海拔高度62米，2001年人口1,471，人口密度每平方公里1,394.3人。